# Lemon Grove Depot (Tranvía de San Diego)

La estación de Lemon Grove Depot es una estación de la línea Naranja del Tranvía de San Diego localizada en Lemon Grove, California. La estación cuenta con dos vías y una plataforma lateral.
El Sistema de Tránsito Metropolitano de San Diego creó una réplica de un limón para la estación de Lemon Grove Depot ya que la ciudad de era una huerta gigante de limones. Ahora, es una gran ciudad con subdivisiones y con el servicio del tranvía operando cada 15 minutos. 
La ciudad de Lemon Grove estuvo en el proceso de construir varias aceras peatonales alrededor de esta estación. Justo al cruzar la calle Broadway desde la estación, donde se encuentra el limón gigante, se encuentra un letrero que dice tener el "Mejor Clima de la Tierra". A lo largo de la calle Broadway, se encuentran varios negocios, oficinas, tiendas de antigüedades, un Starbucks, restaurantes como El Pollo Grill entre otros.

## Conexiones
- Con las líneas del Sistema de Tránsito Metropolitano MTS 856 y 936.